# Радзинь-Хелмінський (гміна)
Гміна Радзинь-Хелмінський (пол. Gmina Radzyń Chełmiński) — місько-сільська гміна у північній Польщі. Належить до Ґрудзьондзького повіту Куявсько-Поморського воєводства.
Станом на 31 грудня 2011 у гміні проживало 4926 осіб.

## Площа
Згідно з даними за 2007 рік площа гміни становила 90.70 км², у тому числі:
- орні землі: 89.00%
- ліси: 1.00%

Таким чином, площа гміни становить 12.45% площі повіту.

## Населення
Станом на 31 грудня 2011:
| Опис     | Загалом | Загалом | Чоловіки | Чоловіки | Жінки | Жінки |
| -------- | ------- | ------- | -------- | -------- | ----- | ----- |
| одиниця  | осіб    | %       | осіб     | %        | осіб  | %     |
| все      | 4926    | 100     | 2469     | 50.12    | 2457  | 49.88 |
| міське   | 1928    | 100     | 941      | 48.81    | 987   | 51.19 |
| сільське | 2998    | 100     | 1528     | 50.97    | 1470  | 49.03 |

## Сусідні гміни
Гміна Радзинь-Хелмінський межує з такими гмінами: Ґрудзьондз, Ґрута, Ксьонжкі, Плужниця, Свеце-над-Осою, Вомбжежно.